# Pim Ronhaar
Pim Ronhaar (Almelo, 20 luglio 2001) è un ciclocrossista, ciclista su strada e mountain biker olandese che corre per il team Baloise-Trek Lions.

## Carriera
Nel 2021, a Ostenda, si è laureato campione del mondo nel ciclocross nella categoria Under-23; nel 2018 aveva invece vinto, a Rosmalen, l'Europeo nella categoria Junior.

## Palmarès

### Cross
- 2017-2018

Cyclocross Zonhoven, 2ª prova Superprestige Junior (Zonhoven)
Duinencross, 1ª prova Coppa del mondo Junior (Koksijde)
Cyclocross Gavere, 5ª prova Superprestige Junior (Gavere)
Poldercross, 3ª prova Coppa del mondo Junior (Zeven)
- 2018-2019

Cyclocross Geraardsbergen, Junior (Geraardsbergen)
Campionati europei, Junior
Duinencross, 3ª prova Coppa del mondo Junior (Koksijde)
Campionati olandesi, Junior
- 2020-2021

Campionati del mondo, Under-23
- 2021-2022

Koppenbergcross, 1ª prova X2O Badkamers Trofee Under-23 (Oudenaarde)
Urban Cross, 2ª prova X2O Badkamers Trofee Under-23 (Courtrai)
Cyclo-cross de la Citadelle, 2ª prova Coppa del mondo Under-23 (Namur)
Krawatencross, 7ª prova X2O Badkamers Trofee Under-23 (Lille)
Brussels Universities Cyclocross, 8ª prova X2O Badkamers Trofee Under-23 (Bruxelles)
Classifica generale X2O Badkamers Trofee Under-23
- 2022-2023

Kleeberg Cross (Mechelen)
- 2023-2024

Trek Cup (Waterloo)
UCI World Cup Dendermonde (Dendermonde)
UCI World Cup Dublin (Dublino)

### Strada
- 2023 (Baloise-Trek Lions, due vittorie)

Cronoprologo Flèche du Sud (Esch-sur-Alzette > Esch-sur-Alzette)
Classifica generale Flèche du Sud
- 2024 (Baloise-Trek Lions, tre vittorie)

3ª tappa Flèche du Sud (Bourscheid > Bourscheid)
Classifica generale Flèche du Sud
Cronoprologo Tour de la Mirabelle (Verdun > Verdun)

#### Altri successi
- 2022 (Baloise-Trek Lions)

Classifica scalatori Flèche du Sud
- 2023 (Baloise-Trek Lions)

Classifica giovani Flèche du Sud
- 2024 (Baloise-Trek Lions)

Classifica a punti Flèche du Sud
Classifica a punti Tour de la Mirabelle

### Mountain bike
- 2020

Campionati olandesi, Cross country Under-23

## Piazzamenti

### Competizioni mondiali
- Campionati del mondo di ciclocross

Valkenburg 2018 - Junior: 6º
Bogense 2019 - Junior: 5º
Dübendorf 2020 - Under-23: 5º
Ostenda 2021 - Under-23: vincitore
Fayetteville 2022 - Under-23: 8º
Hoogerheide 2023 - Elite: 16º
Tábor 2024 - Elite: 4º

### Competizioni europee
- Campionati europei di ciclocross

Tábor 2017 - Junior: 5º
Rosmalen 2018 - Junior: vincitore
Silvelle 2019 - Under-23: 20º
Rosmalen 2020 - Under-23: 5º
Drenthe-Col du VAM 2021 - Under-23: 10º
Namur 2022 - Under-23: 5º
Pontchâteau 2023 - Elite: 4º
- Campionati europei di mountain bike

Novi Sad 2021 - Cross country Under-23: 48º